# Гаинешти (Валча)
Гаинешти (рум. Găinești) насеље је у Румунији у округу Валча у општини Фаурешти. Oпштина се налази на надморској висини од 205 m.

## Становништво
Према подацима из 2002. године у насељу је живело 292 становника, од којих су сви румунске националности.